# Ozero Katpagan
Ozero Katpagan är en saltsjö i Kazakstan.   Den ligger i oblystet Qostanaj, i den centrala delen av landet, 500 km väster om huvudstaden Astana. Arean är 6,6 kvadratkilometer.